# Гострик
Гострик (Enterobius) — рід нематод невеликих розмірів, білого кольору. Гострик людський (Enterobius vermicularis) є збудником ентеробіозу людини. Він належить до космополітичних видів.
Тіло веретеноподібної форми, вкрите поперечно-посмугованою кутикулою. Самиці завдовжки до 1 см, самці — від 2 до 5 мм. Задній кінець самця заокруглений, у самиці — шилоподібно загострений. Передній кінець тіла містить пухироподібне розширення, в якому знаходиться ротовий отвір, оточений трьома губами.
Яйце гострика асиметричне, одна сторона сплюснута, оболонка товста, безбарвна. Розміри яйця 50-60 х 20-30 мкм.

## Особливості розвитку гострика людського
Гострики живуть у дистальному відділі тонкої кишки, сліпій кишці і в початковому відділі ободової кишки, живляться вмістом кишечника. Самці після копуляції гинуть. Самиці після дозрівання в них яєць втрачають можливість триматися за стінку кишки і спускаються в пряму кишку. Активно виповзають із заднього проходу, відкладають до 17 тисяч яєць у перианальних складках, на шкірі та гинуть. Загальна тривалість життя гострика 1 місяць. Відкладені яйця повністю дозрівають протягом 5 годин. Якщо самиця вийшла не активно з випорожненнями, то вона не містила запліднених яєць, тому не є небезпечною.
Рух самиць при відкладанні яєць подразнює шкіру і спричинює сильний свербіж, через утворення на поверхні самиці спеціальної клейкої речовини, за допомогою якої вони чіпляються до шкіри. Діти, розчухуючи шкіру, забруднюють руки, білизну, предмети вжитку, заносять яйця в рот. Із проковтнутих яєць в дванадцятипалій кишці виходить личинка, які після двох линьок стають зрілими. Живляться гострики вмістом кишечника. Тривалість життя гельмінта до місяця.

## Особливості зараження людей
Слід мати на увазі, що люди, хворі на ентеробіоз, є джерелами інвазії, спричинюють зараження на ентеробіоз людей навколо. Це зумовлює випадки сімейного ентеробіозу або осередки хвороби у дитячих колективах. Яйця гострика тривалий час зберігаються в піднігтьовому просторі. Можливе зараження яйцями гострика і через забруднені продукти. У літню пору року сприяють забрудненню їжі мухи.